# Профиль (журнал)
«Про́филь» — российский деловой и аналитический еженедельный журнал. Издаётся с 1996 года.

## История
Журнал «Профиль» зарегистрирован Комитетом Российской Федерации по делам печати 17 апреля 1996 года.
В 1998 году было запущено приложение «Карьера», вскоре ставшее самостоятельным деловым ежемесячным журналом, «пособием для карьеристов».
В ноябре 2001 года журнал заключает лицензионное соглашение с The McGraw-Hill Companies о публикации материалов BusinessWeek в каждом номере (объёмом до 14 полос).
В сентябре 2005 года «Профиль» заключает лицензионное соглашение с немецкой компанией SPIEGEL GRUPPE о публикации эксклюзивных материалов делового журнала Der Spiegel в каждом номере «Профиля» объёмом до 14 полос. С этого момента BusinessWeek/Russia становится самостоятельным журналом, издаваемым Издательским домом Родионова.

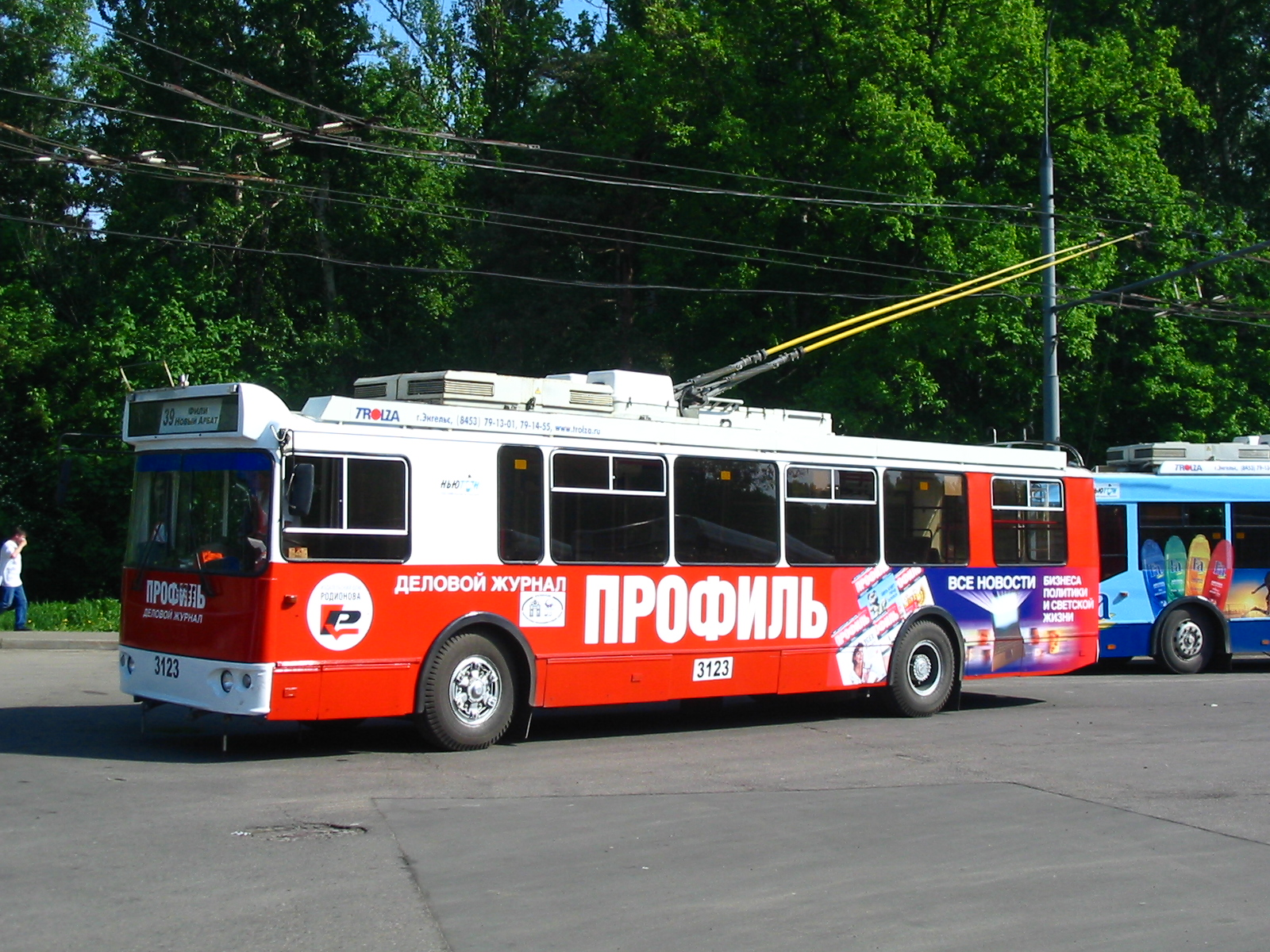
Московский троллейбус с рекламой журнала Профиль (2005)

С 22 мая 2007 года по 2 марта 2009 журнал в качестве главного редактора возглавлял телеведущий Михаил Леонтьев.
В декабре 2017 года издание было продано Европейской медиагруппе. В конце января 2018 года новым главным редактором вместо Светланы Лолаевой был назначен Александр Белоновский, до этого работавший в «Московском комсомольце», «Интерфаксе», РБК, «Lenta.ru» и МИЦ «Известия». К этому моменту тираж журнала составлял 74 000 экземпляров, в нём работало 30 человек.

## Параметры
На корпоративном сайте издательства отмечено:
«Профиль» — деловой еженедельник в России. Актуальная и эксклюзивная информация, аналитические материалы, обзоры и рейтинги в области политики и общества, экономики и бизнеса, финансов и инвестиций. Стиль, формат и эксклюзивность информационно-аналитических материалов, современный дизайн журнала «Профиль» удовлетворяют взыскательный вкус целевой аудитории еженедельника — российских политиков, бизнесменов, руководителей высшего и среднего звена.
Журнал «Профиль» распространяется по всей территории России по подписке и в розницу. Московская часть тиража составляет 36 %. В Санкт-Петербурге распространяется 6 % тиража. Помимо этого адресная рассылка поступает в Администрацию президента, правительство, членам Совета Федерации и депутатам Государственной думы.

Формат — А4. Количество полос — от 64 (2011 год) до 160 (2003—2007).
По данным исследования NRS-Москва, проведенного в период с мая 2010 по февраль 2011 г.г. компанией TNS GallupMedia, читательская аудитория одного номера журнала «Профиль» составляет 59 800 человек в Москве и примерно 107 200 человек в России.
Учредитель, а также издатель до 2017 года — ООО Издательский дом Родионова. Весной 2009 года журнал поменял юридическое лицо — вместо ООО «Издательский дом Родионова» журнал выпускает ООО «ИДР», а с февраля 2012 года — ООО «ИДР-Формат». Сейчас издателем является Европейская медиагруппа.

## Коллектив

### Редакция
- Главный редактор: Александр Белоновский
- Заместители главного редактора: Артем А. Кобзев, Ольга Жирнова
- Главный художник: Никита Кондрашов
- Ответственный секретарь: Анатолий Белецкий

### Менеджмент
| Издательский директор | Главный редактор      | Период                       |
| --------------------- | --------------------- | ---------------------------- |
| Дмитрий Симонов       | Дмитрий Симонов       | 1996—2001                    |
| Евгений Серов         | Александр Перов       | 2002—2003                    |
| Алексей Волин         | Владимир Змеющенко    | 2003—2004                    |
| Алексей Волин         | Георгий Бовт          | 2004—2007                    |
| Евгений Додолев       | Михаил Леонтьев       | 2007—2009                    |
| Александр Зотиков     | Вениамин Гинодман     | С мая по сентябрь 2009       |
| Александр Зотиков     | Михаил Логинов        | 2009—2014                    |
| —                     | Никита Петухов        | С июня 2014 по март 2015     |
| —                     | Светлана Лолаева      | С апреля 2015 по январь 2018 |
| —                     | Александр Белоновский | С января 2018                |